# 113. poljska artilerijska brigada (ZDA)
113. poljska artilerijska brigada (angleško 113th Field Artillery Brigade) je bila poljska artilerijska brigada Kopenske vojske Združenih držav Amerike.